# Бегер, Бруно
Бруно Бе́гер (нем. Bruno Beger; 27 апреля 1911, Франкфурт-на-Майне, Пруссия — 12 октября 2009, Кёнигштайн, Гессен)— немецкий расолог и антрополог, сотрудник Аненербе, гауптштурмфюрер СС.

## Биография
Родился во Франкфурте-на-Майне. Происходил из старинной гейдельбергской семьи. Помимо Бруно, в семье было ещё четыре ребёнка. Его отец, преподаватель, и оба дяди погибли на Первой мировой войне. Мать Бруно Гертруда была певицей. Друг семьи помог Бегеру устроиться в Йенский университет имени Фридриха Шиллера, где Бегер изучал антропологию, этнографию и географию. Посещал лекции Ханса Гюнтера. Также учился в Гейдельбергском университете.

## Карьера при нацистах
В 1934 году начал работать в Главном управлении СС по вопросам расы и поселения, где вскоре стал начальником отдела. В это же время начал сотрудничать с Аненэрбе, занимался исследованиями в области расологии. В 1938—1939 годах принимал участие в качестве антрополога и оператора в Тибетской экспедиции Третьего рейха под руководством Эрнста Шефера. Проводил краниологические измерения у жителей Тибета с целью подтверждения их возможной принадлежности к арийской расе.
10 декабря 1941 года предложил управляющему делами Аненэрбе Вольфраму Зиверсу начать «заготовку еврейских черепов для антропологических исследований» и рекомендовал для совместной работы доктора Августа Хирта. В этих целях Б. Бегер и два других антрополога (Ханс Гельмут Фляйшхакер и Вильгельм Габель) прибыли 11 июня 1943 г. в Освенцим, где неделю проводили антропологические измерения у двух польских, восьмидесяти шести еврейских и четырёх азиатских заключённых. Еврейские заключённые были затем депортированы в лагерь Нацвейлер-Штрутгоф и в августе 1943 г. умерщвлены в газовых камерах. Их тела были доставлены доктору Хирту в анатомический институт Страсбурга для изготовления скелетов.
Также Бегер состоял в Личном штабе рейхсфюрера СС.

## После войны
После окончания войны был интернирован, затем отпущен. В 1970 г. был осуждён земельным судом Франкфурта-на-Майне за пособничество в убийстве. В апреле 1971 г. суд пришёл к выводу, что Бегер не знал окончательной судьбы испытуемых. 6 апреля 1974 г. приговорён за пособничество в убийстве 86 человек к минимальному наказанию 3 года лишения свободы, однако с учётом сроков интернирования и предварительного заключения избежал тюрьмы.
Умер в доме для престарелых в Кёнигштайне, пригороде Франкфурта-на-Майне.

## Сочинения
- Население луговой части Альтмарка. Б.м., 1941 (Die Bevölkerung der altmärkischen Wische).
- Это было в Тибете. Мюнхен, 1964 (Es war in Tibet. [München], 1964).